# Lepidoscia tetraphragma
Lepidoscia tetraphragma är en fjärilsart som beskrevs av Edward Meyrick 1921. Lepidoscia tetraphragma ingår i släktet Lepidoscia och familjen säckspinnare. Inga underarter finns listade i Catalogue of Life.